# Paratan

Mappa della regione

La regione di Paratan o Paradene fu una satrapia (provincia) dell'impero sasanide. La sua posizione corrispondeva a ciò che allora era l'India occidentale, all'interno di Gedrosia e oggi Balucistan.